# And world
『and world』（アンド・ワールド）は、ACIDMANのメジャー4枚目のオリジナル・アルバム。2005年12月7日に東芝EMIから発売された。

## 概要
本作ではスリーピースによる表現に拘ってきた前作までとは違い、初めてストリングスの導入が試みられた。
作風もメロディを重視したポップス寄りのものとなり、歌詞についても、これまでは「（世界の）流れを知りたい、変えたい」という意識だったのに対し、本作では「その大きな流れを受け入れ、想いを馳せることが素晴らしい」ことを歌いたかったという。
アルバムタイトルは本作の制作前から存在し、「目線や考えを変えることで、目の前の世界がガラリと変わるかもしれない」という考えから。また、「and」の前にはリスナー各々の言葉が入り、収録曲それぞれが「and world」であるとも語っている。
初回限定盤にはCalmやポルノグラフィティなどのジャケットデザインを手掛けるイラストレーター、FJD（藤田二郎）による全収録曲をイメージしたアートワークが歌詞カードに収録されている。

## 収録曲
| 全作詞: 大木伸夫、全作曲・編曲: ACIDMAN。 |                    |          |            |      |
| #                                         | タイトル           | 作詞     | 作曲・編曲 | 時間 |
| 1.                                        | 「introduction」   | 大木伸夫 | ACIDMAN    | 1:14 |
| 2.                                        | 「world symphony」 | 大木伸夫 | ACIDMAN    | 4:02 |
| 3.                                        | 「id -イド-」      | 大木伸夫 | ACIDMAN    | 4:17 |
| 4.                                        | 「River」          | 大木伸夫 | ACIDMAN    | 3:41 |
| 5.                                        | 「季節の灯」       | 大木伸夫 | ACIDMAN    | 6:47 |
| 6.                                        | 「SOL」            | 大木伸夫 | ACIDMAN    | 4:14 |
| 7.                                        | 「銀河の街」       | 大木伸夫 | ACIDMAN    | 5:09 |
| 8.                                        | 「夏の余韻」       | 大木伸夫 | ACIDMAN    | 4:30 |
| 9.                                        | 「プラタナス」     | 大木伸夫 | ACIDMAN    | 5:08 |
| 10.                                       | 「water room」     | 大木伸夫 | ACIDMAN    | 2:16 |
| 11.                                       | 「Stay on land」   | 大木伸夫 | ACIDMAN    | 4:56 |
| 12.                                       | 「ある証明」       | 大木伸夫 | ACIDMAN    | 5:06 |
| 13.                                       | 「and world」      | 大木伸夫 | ACIDMAN    | 8:37 |
| 合計時間:                                 | 合計時間:          | 59:57    |            |      |

### 楽曲解説
1. introduction
Instrumental。
2. world symphony
10thシングル。
3. id -イド-
4. River
5. 季節の灯
9thシングル。
ストリングス導入曲である。
6. SOL
8thシングル『ある証明』のカップリング曲。
Instrumental。
7. 銀河の街
8. 夏の余韻
9. プラタナス
10. water room
Instrumental。
ギターの独特な音はスプーンで弦を叩く事によって得られたもの。
11. Stay on land
12. ある証明
8thシングル。
13. and world
タイトル曲で、8分を超える大作。
最後は「introduction」に繋がるような形で終了している。